# 吴宪
吴宪（1893年11月24日—1959年8月8日），字陶民，男，福州侯官人，中国生物化学、营养学等领域研究的先驱，中央研究院院士。1931年于《中国生理学杂志》上最早提出了构形变化导致蛋白质变性的机理。在临床化学、气体与电解质的平衡、蛋白质化学、免疫化学、营养学以及氨基酸代谢等领域的研究居当时国际前沿地位，并为中国近代生物化学事业的建立和发展做出了开拓和奠基的工作。

## 生平
吴宪1893年11月24日生于福建省侯官县，家中兄妹三人排行第二。他幼年住在外祖母家，六岁回家开始入读私塾，中过秀才并参加过1904年的科举考试。1906年他入读全闽高等学堂（今福州第一中学）预科班，4年后通过清政府组织的庚款留美考试，1911年春入读清华学堂留美预备班,当年8月由上海乘船赴美留学，9月4日抵达美国旧金山，入读麻省理工学院。受到早年在全闽高等学堂学习的影响，吴宪原本打算学习造船，但受到赫胥黎《生命的物质基础》一文的影响，他的兴趣开始转向生物学。
1913年9月，他改为主修化学，副修生物学。1916年6月毕业获得学士学位，留校兼任实验助教并继续进修有机化学。1917年，吴宪进入哈佛大学研究生院跟随奥托·福林（Otto Folin，1867—1934年，美国著名生化学家）研究血液化学。2年内完成博士论文《一种血液分析系统》（A System of Blood Analysis）（该文以福林与吴宪共同署名发表）。1919年吴宪获得博士学位后，又跟随福林做了一年的博士后研究。期间他独自完成了血糖定量分析的改进方法，大大推进了后来的胰岛素的发现。

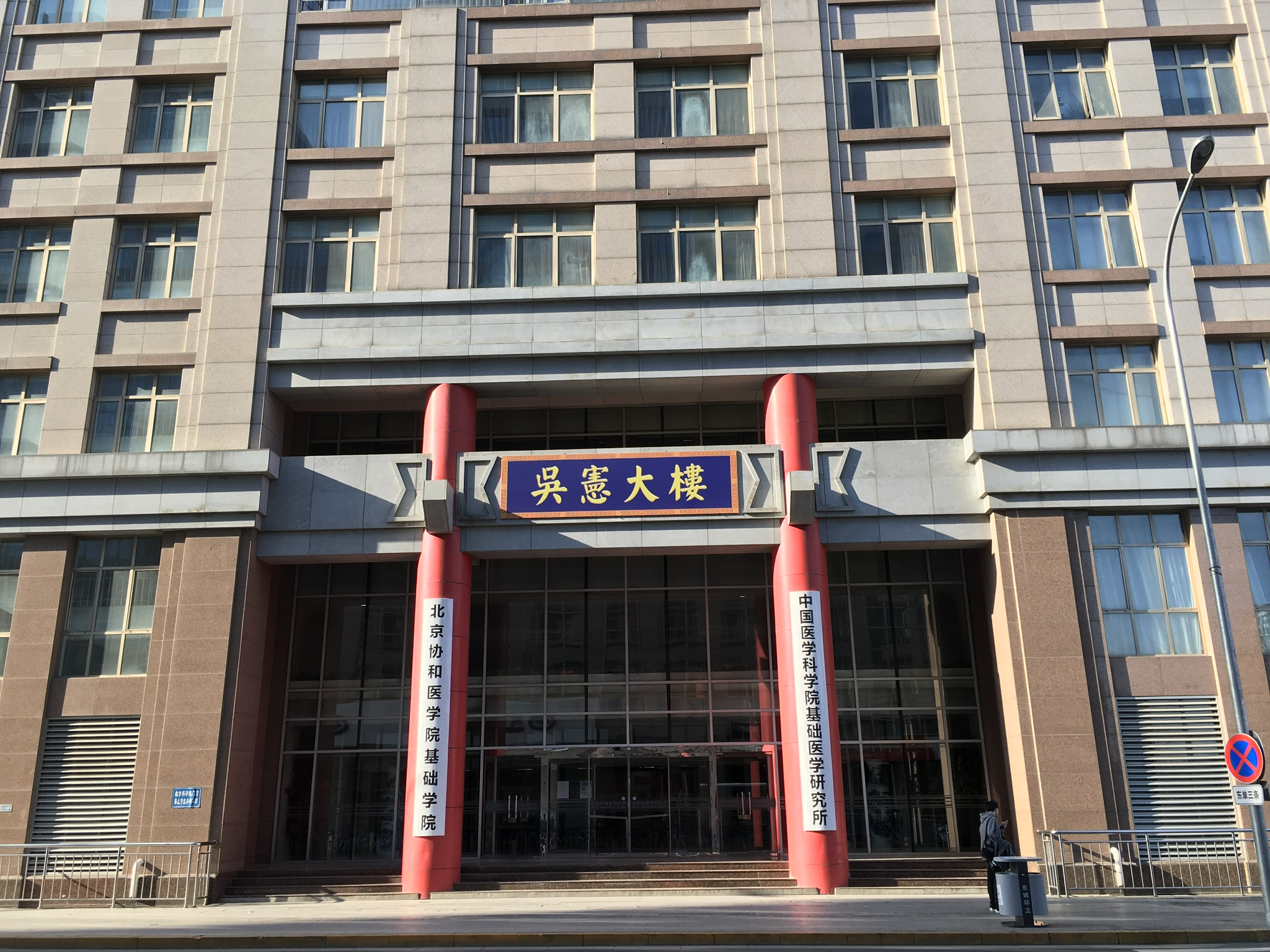
協和吳憲大樓

1920年吴宪回国，任北京协和医学院生理化学助教。1921年升任襄教（associate，相当于讲师），主持生理化学的教学工作，不久正式成立生物化学科（Department of Biochemistry）。1924年7月1日越级晋升为襄教授（Associate Professor）并担任生物化学科主任，成为该校的第一位中国籍主任和最早的三位中国教授之一（另外两位是林可胜和刘瑞恒），也是当时协和最年轻的科主任。同年l2月20日与助教严彩韵结婚。
婚后三天，吴宪夫妇以休假名义赴美国纽约。吴宪在洛氏医学研究所（Rockefeller Institute for Medical Research）与范斯莱克（Donald D．Van Slyke 1883—1971，美国著名生物化学家）共同研究，严彩韵到哥伦比亚大学化学系参与研究工作。第二年夏天吴宪夫妇到欧洲参观后12月回国，1928年晋升为教授。
回国后的这段时期是吴宪的学术巅峰时期。他在协和医学院完成了许多研究项目，将其带领的本学科发展成生物化学的重要基地，并参与创办了《独立评论》杂志。1942年1月协和医学院被日军占领解散，吴宪被迫回到家中。但在1944年3月他秘密前往重庆，在西郊的歌乐山南麓参与中央卫生实验院营养研究所的筹组工作，并曾赴美参与研究战后经济恢复与重建的会议。
1945年吴宪回到北平。1946年夏开始筹建中央卫生实验院北平分院。1947年他应联合国教科文组织的邀请参加7月在英国牛津举行的第17届国际生理学大会，并在大会上宣读了《脂醇类对蛋白质的变性率》论文。会后吴宪回到美国，为回国建立“人类生物学研究所”做筹备工作。
1948年，當選為中央研究院第一屆院士。
1948年吴宪曾两次打算回国，因码头工人罢工未能回去。后因内战原因，他的夫人和儿女辗转到达美国。1949年9月吴宪获任伯明翰州亚拉巴马大学医学院生物化学系访问教授，1952年10月突发心肌梗塞，1953年8月辞职退休定居于波士顿。1958年4月心肌梗塞再次发作，1959年8月8日凌晨逝世于波士顿的麻省总医院。

## 科学贡献

### 临床生化
吴宪1919年参与的博士论文《一种血液分析系统》及其相关工作，为现代临床血液化学分析提供重要的分析手段，他们研究的血糖测定的方法在国际上沿用长达70年。

### 气体与电解质的平衡
吴宪在1922年至1923年间与范斯莱克（当时的协和医学院访问教授）、麦克林（F．C．Mclean）等合作研究，对呼吸循环中电解质与水、血浆与血细胞之间的迁移作出解释。

### 蛋白质变性研究
1924年至1940年间，吴宪在协和医学院进行了一系列关于“蛋白质变性”的研究。在他的带领下，严彩韵、邓葆乐（C．Tenbroeck）、李振翩、林国镐、林树模、陈同度、黄子卿、刘思职、杨恩孚、周启源、徐嘉祥、王成发等人发表论文16篇，相关论文14篇。吴宪在1929年的第13届国际生理学大会上首次提出了蛋白质变性理论。

### 免疫化学
1927年起，吴宪与李振翩、郑兰华、萨本铁、周田、李冠华、刘思职、王成发等在15年间利用血红蛋白和碘化清蛋白作为标记抗原，进行抗原、抗体沉淀物的定量分析和纯抗体的分离，证实了抗体的“一元论”。

### 营养学
1927年起，吴宪与严彩韵、陈同度、万昕、张昌颖等利用数代白老鼠的研究，得出国民身材矮小的原因一定程度上来自营养不良的结论。

### 氨基酸代谢
吴宪1948年至1953年在美国进行的研究，因个人身体状况问题未能完成。

## 家庭
吴宪赴美留学前曾有一段家庭包办婚姻，回国后离婚。
第二任妻子吴严彩韵（Daisy Yen Wu），生物化学、营养学研究人员，早年曾协助吴宪开展研究工作，婚后主要时间多用于照顾家庭，但也有协助吴宪的工作，尤其是他的书籍在台湾再版时做了大量的补充工作
吴宪有两个儿子三个女儿。其子吴瑞为著名分子生物学家，DNA测序、基因工程、生物技术领域的开拓者之一。